# Probiotika

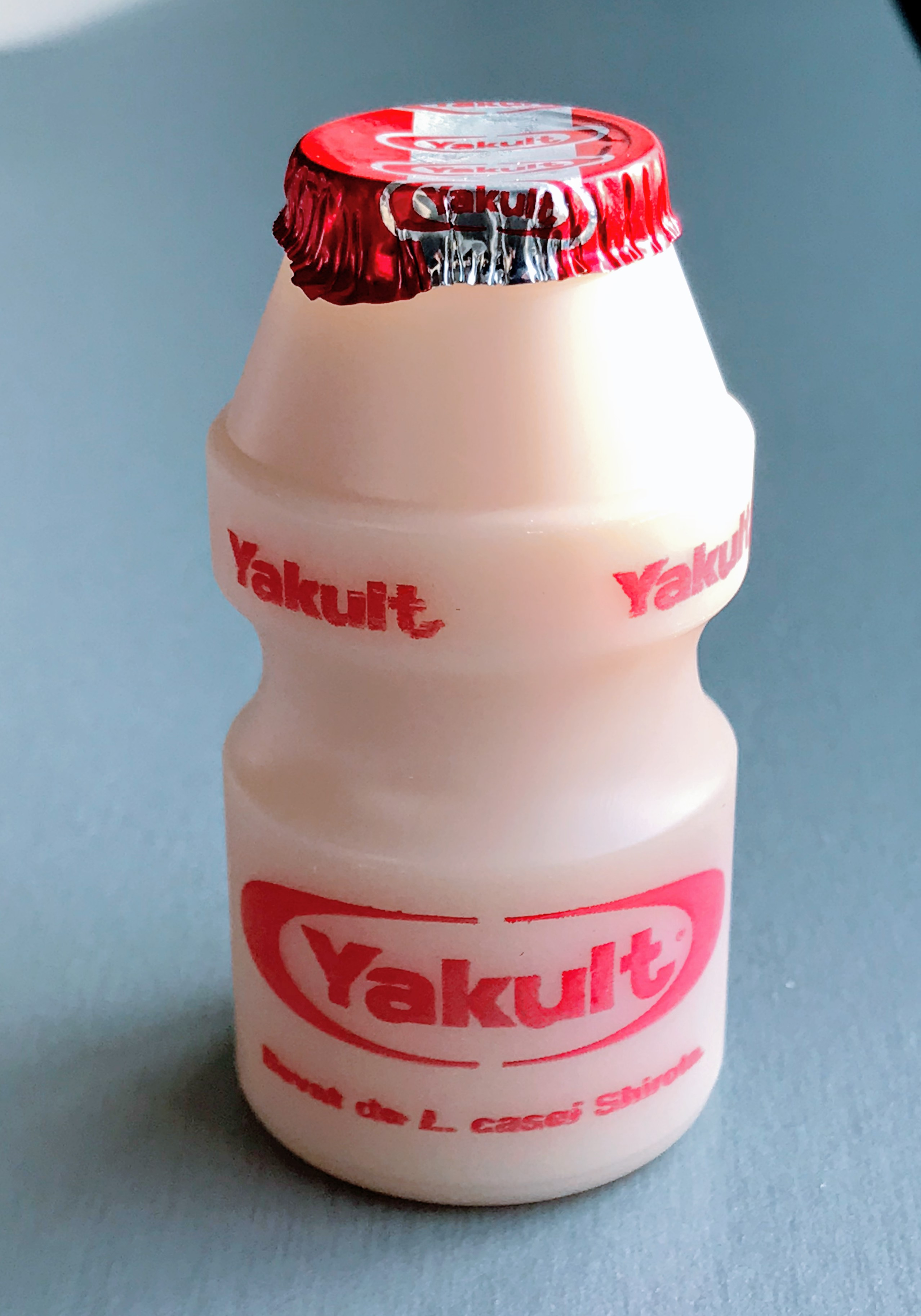
En dryck som innehåller probiotika.

Probiotika eller mikrobiska preparationer är kost eller kosttillskott med levande bakterier som påstås vara gynnsamma för hälsan. Inom vissa tänkta medicinska användningsområden har man kunnat visa på viss effekt men vid andra sjukdomar har effekten varit otillräcklig för att motivera behandlingsmetoden eller inte alls gått att påvisa.

## Definition
FN:s livsmedels- och jordbruksorganisation (FAO) tillsammans med Världshälsoorganisationen (WHO) definierar probiotika som "levande mikroorganismer som, när de administreras i adekvata mängder, ger en gynnsam hälsoeffekt".

## Förekomst
Probiotika tillsätts och förekommer således i vissa mjölkprodukter, syrade grönsaker (som surkål), kombucha och kefir. Probiotiska bakteriekulturer förekommer även som kosttillskott. 

## Användning inom sjukvården
Probiotika har använts inom sjukvården för att minska risken för diarré, gas, och tarmkramper orsakade av antibiotika. Men enligt en omfattande studie gjord 2013 i Storbritannien saknar probiotikan effekt på den allvarligaste sortens antibiotika-framkallade diarréer. Hypotesen har annars varit att antibiotikan dödar "nyttiga" bakterier tillsammans med de bakterier som orsakar sjukdom. En minskning av nyttiga bakterier kan leda till problem med matsmältningen, men genom att äta probiotika har man antagit att de förlorade nyttiga bakterierna ersätts, vilket i så fall skulle kunna förhindra diarré.
Flera studiers brist på påvisad tydlig effekt har gjort att användningen av probiotika minskat eller upphört inom delar av vården.

## Forskning
Det finns inga godkända hälsopåståenden för probiotika och därför får termen probiotika inte användas vid försäljning av livsmedel enligt Livsmedelsverket. Det beror på att det saknas evidens för probiotikas effektivitet.
En föreslagen mekanism för hur probiotika verkar är att de probiotiska bakterierna fäster på slemhinnan i tarmen och genom att ta upp ett möjligt bindningsställe försvårar de för andra bakterier att fästa på tarmslemhinnan. Dessutom konkurrerar bakterierna om den tillgängliga näringen.
Vissa stammar av probiotika kan sänka kolesterolnivån i blodet. Troligen sker det framför allt genom att bakterierna bryter ned gallsalter i tarmen vilket stör det enterohepatiska kretsloppet. Vissa bakteriearter som kan bryta ned laktos kan vara behjälpliga för laktosintoleranta personer. Det finns ett antal metastudier i vetenskapliga publikationer som visat att probiotika kan motverka irritabel tarm (IBS) och andra tarmproblem, eksem men ej andra allergier och kronisk förstoppning.

## Säkerhet
Probiotika består vanligen av bakterier, som finns i till exempel fermenterade livsmedel och kultiverade mjölkprodukter. De flesta anses tolerera probiotika väl. Fler studier krävs för att påvisa om probiotika är säkert för barn, pensionärer och de med ett svagt immunsystem.
Det finns dock forskning som påvisar att många probiotika är ineffektiva och att vissa även kan orsaka skada. Vissa forskare menar att prebiotika hellre borde användas.